# ادی هوو
ادی هاو (انگلیسی: Eddie Howe؛ زادهٔ ۲۹ نوامبر ۱۹۷۷) یک بازیکن سابق و مربی کنونی فوتبال اهل بریتانیا است که هدایت باشگاه نیوکاسل را بر عهده دارد.
از باشگاه‌هایی که در آن بازی کرده‌است می‌توان به بورنموث، سوئیندون تاون و پورتسموث اشاره کرد. وی در سال ۲۰۱۵ از سوی اتحادیه سرمربیان لیگ به عنوان سرمربی سال فوتبال انگلستان انتخاب شد. وی پس از قهرمانی در فصل ۱۵–۲۰۱۴ مسابقات چمپیونشیپ، به‌عنوان سرمربی باشگاه بورنموث، این تیم را برای نخستین بار راهی لیگ برتر انگلستان کرد.
وی در سال ۲۰۲۵ تیم نیوکاسل را قهرمان جام اتحادیه فوتبال انگلستان کرد.